# Твёрдый налёт
Твёрдый налёт — атмосферное явление, легкий, белый налёт из маленьких ледяных кристалликов, по строению похожий на иней, но отличающийся от него условиями образования. Образуется на стенах домов, стволах деревьев, на скалах и т. п., обыкновенно в пасмурную погоду, когда после более или менее продолжительных морозов наступает потепление и дует сравнительно тёплый и влажный ветер.
В настоящее время на метеостанциях данное явление регистрации не подлежит.